# آلن ماهر
 آلن ماهر (انگلیسی: Allan Maher؛ زادهٔ ۲۱ ژوئیهٔ ۱۹۵۰) یک بازیکن فوتبال اهل استرالیا است.
وی همچنین در تیم ملی فوتبال استرالیا بازی کرده است.